# Іващине
Іва́щине (до 2025 — Івашкине) — село в Україні, у Вільхуватській сільській громаді Куп'янського району Харківської області. Населення становить 19 осіб. До 2020 орган місцевого самоврядування — Вільхуватська сільська рада.

## Географія
Село Іващине знаходиться біля балки Селиванів Яр, по якій протікає пересихаючий струмок і на якому зроблено загату. Село примикає до села Устинівка.

## Історія
12 червня 2020 року, відповідно до розпорядження Кабінету Міністрів України  № 725-р «Про визначення адміністративних центрів та затвердження територій територіальних громад Харківської області», увійшло до складу Вільхуватської сільської громади.
19 липня 2020 року, в результаті адміністративно - територіальної реформи та ліквідації Великобурлуцького району, село увійшло до складу Куп'янського району Харківської області.
05 червня 2025 року відповідно до Постанови Верховної Ради України № 4483-IX село Івашкине було перейменовано на село Іващине. Постанова набула чинності 18 червня 2025 року.